# Instituto Nacional de Estadística y Geografía
El Instituto Nacional de Estadística y Geografía (INEGI) es uno de los órganos constitucionales autónomos de México con gestión, personalidad jurídica y patrimonio propios, responsable de normar y coordinar el Sistema Nacional de Información Estadística y Geográfica.
Se encarga de realizar los censos nacionales; integrar el sistema de cuentas nacionales y estatales (es decir, el flujo de producción, consumo y distribución de la actividad económica); y, desde 2011, elabora los índices nacionales de Precios al Consumidor, e Índice Nacional de Precios al Productor. Además, de producir los mapas oficiales del país, se encarga de determinar el valor de la Unidad de Medida y Actualización, valor clave utilizado para calcular las multas.
Su Junta de Gobierno está integrada desde el 1 de enero de 2022 por Graciela Márquez Colín como presidenta; y Paloma Merodio Gómez, Adrián Franco Barrios, Mauricio Márquez Corona y Arturo Blancas Espejo como vicepresidentes.

## Historia
Se creó el 25 de enero de 1983 por un decreto presidencial de Miguel de la Madrid bajo el nombre de Instituto Nacional de Estadística, Geografía e Informática (INEGI), en la que unificó distintas labores que realizaban alrededor de dieciséis dependencias federales, pero principalmente de la Secretaría de la Presidencia (actualmente extinta) y la Secretaría de Fomento y Comercio Industrial (hoy Secretaría de Economía). Nació como un organismo público descentralizado no sectorizado de la Administración Pública Federal, por lo que estaba la persona titular podía ser nombrada o nombrado y removido o removida libremente por el presidente de la República y carecía de autonomía presupuestaria. 
El 15 de enero del 1985 se publicó en el Diario Oficial de la Federación, el decreto por el que se declaran reformados los artículos 26 y 73, fracción XXIX-D, de la Constitución Política de los Estados Unidos Mexicanos. Al artículo 26 constitucional se le adicionó un apartado B en el que se establece que el Estado contará con un Sistema Nacional de Información Estadística y Geográfica (SNIEG) y que la responsabilidad de su formación y coordinación estará a cargo de un organismo con autonomía técnica y de gestión, personalidad jurídica y patrimonio propios. 
El 16 de abril de 2008 se publicó en el Diario Oficial de la Federación la Ley del Sistema Nacional de Información Estadística y Geográfica, compuesta por ciento veintiséis artículos , organizados en cinco títulos: disposiciones generales, acerca del Sistema, organización del Instituto Nacional de Estadística y Geografía, faltas administrativas y sanciones, así como el recurso de revisión, y diecisiete transitorios.
Su nombre se simplificó a Instituto Nacional de Estadística y Geografía, pero conservó su acrónimo que mantuvo desde su fundación en 1983, y pasó a consolidarse como un órgano constitucional autónomo (el cuarto en la historia del país). Su dirigencia pasó de un presidente o presidenta nombrado por el presidente a una junta de Gobierno, conformada por un presidente o presidenta y cuatro personas vicepresidentes nombrados por el Senado de la República a propuesta del presidente o presidenta.

## Facultades
Es la institución encargada de realizar los censos de población cada diez años, así como los censos económicos cada cinco años y los censos agropecuarios del país, a partir de 1995 se realizan cada cinco años los conteos de población, un evento intercensal creado para actualizar la información del censo de población anterior, así como el Censo de Escuelas, Maestros y Alumnos de Educación Básica y Especial (Cemabe).
El trabajo de recopilación de información estadística por parte del instituto incluye, agricultura, ganadería, actividad forestal, comercio, comercio exterior, construcción, educación, empleo, ocupación, empresas, establecimientos, gobierno, hogares, manufacturas, mapas, marco geodésico, marco geoestadístico, medio ambiente, minería, población, precios, salud, seguridad social, seguridad pública, justicia, servicios no financieros, tecnologías de la información y comunicaciones y transporte.  así como muchos trabajos más que dan fundamento a los estudios y proyecciones de diversas instituciones gubernamentales. El INEGI ha llevado a cabo una encuesta en las escuelas de educación básica. 
Instituto tendrá como objetivo prioritario, realizar las acciones tendientes a lograr que la Información de Interés Nacional se sujete a los principios de accesibilidad, transparencia, objetividad e independencia.

## Sede
Durante la presidencia de Miguel de la Madrid se ensayó la descentralización geográfica de las dependencias federales —localizadas en el Distrito Federal, hoy la Ciudad de México— con el INEGI. Debido al Terremoto de México de 1985 varios de los espacios que ocupaban distintas funciones que absorbería el instituto fueron deshechos, así que se buscó cambiar su sede. Se nombró como responsable de la mudanza a Juan Lobo Zertuche, quien después de aplicar una encuesta obtuvo que 1639 empleados aceptaron mudarse.
Las condiciones que necesitaba la nueva ciudad sería cercanía con la capital y condiciones óptimas para los empleados, como agua, luz, vivienda y educación para sus familias. Entre las ciudades candidatas fueron Aguascalientes, León, Guanajuato, Morelia y San Luis Potosí. Al final se optó por la primera, principalmente por la voluntad política de Rodolfo Landeros Gallegos, gobernador de Aguascalientes entre 1980 y 1986, quien se comprometió a apoyar en el traslado.
Finalmente Landeros contribuyó en la contratación y adaptación de instalaciones de las nuevas oficinas, difusión institucional y en un programa de vivienda para los trabajadores que constó en la construcción de tres nuevos fraccionamientos. La mudanza concluyó en 1988.

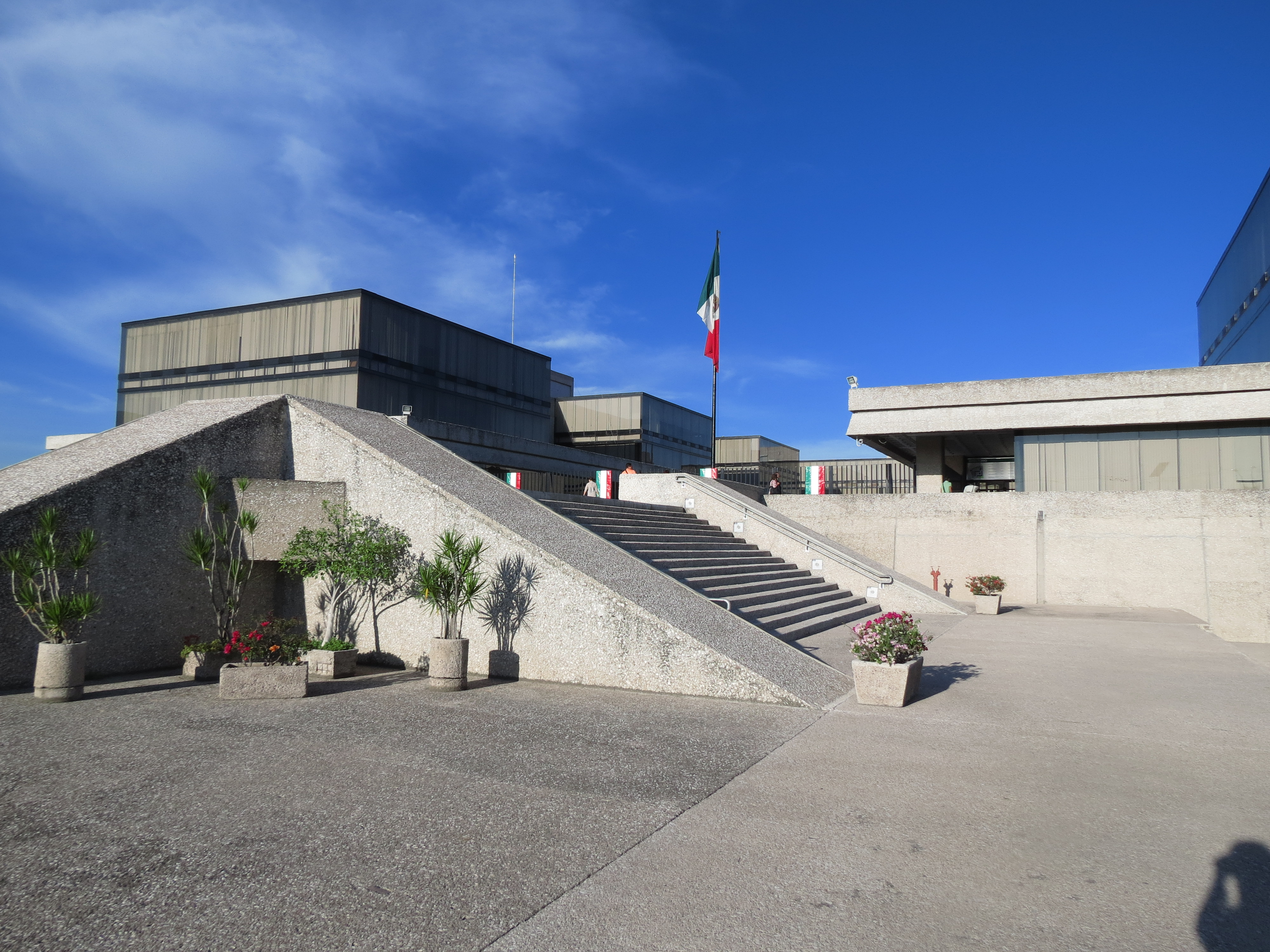
Acceso principal
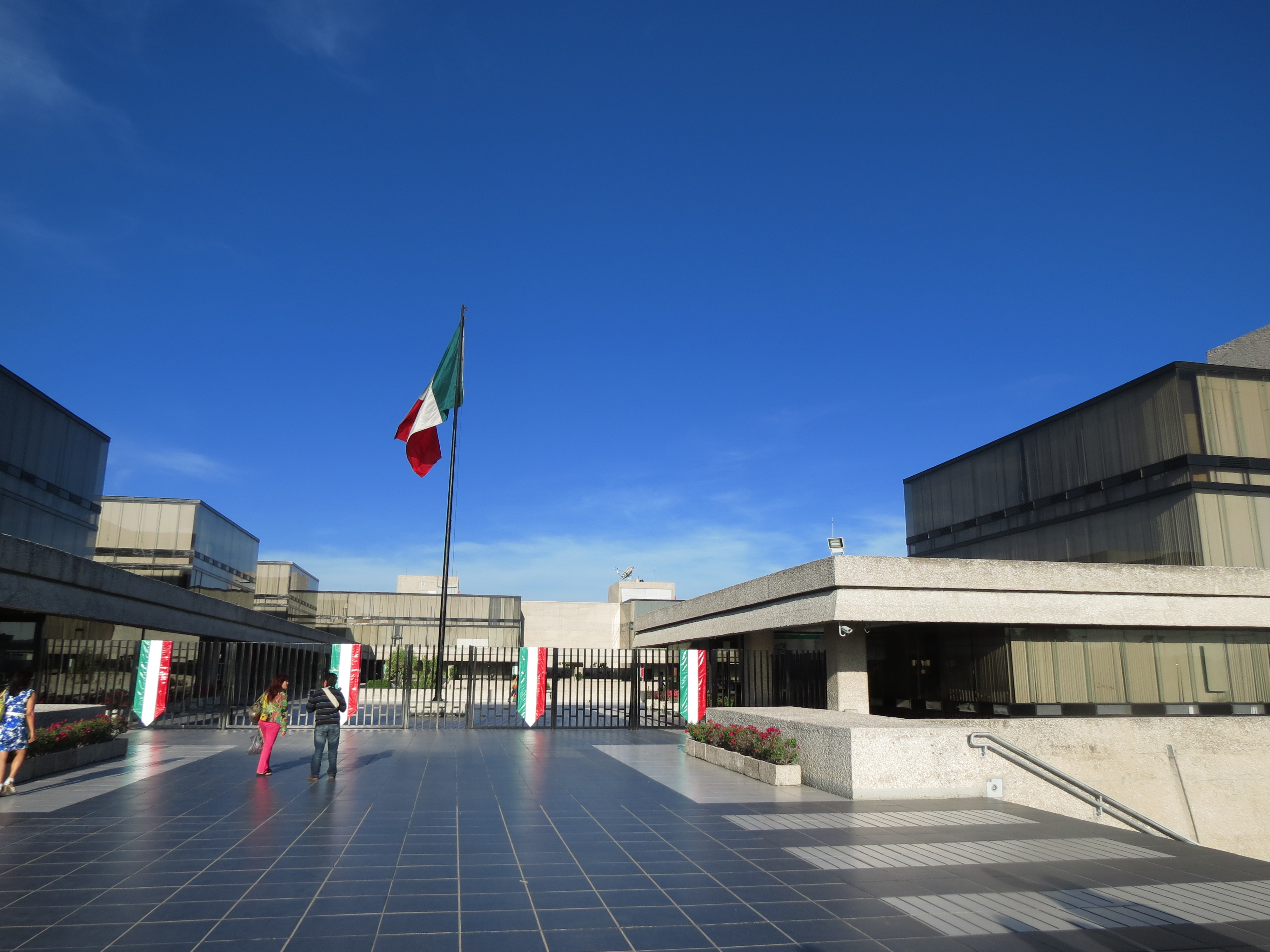
Acceso principal
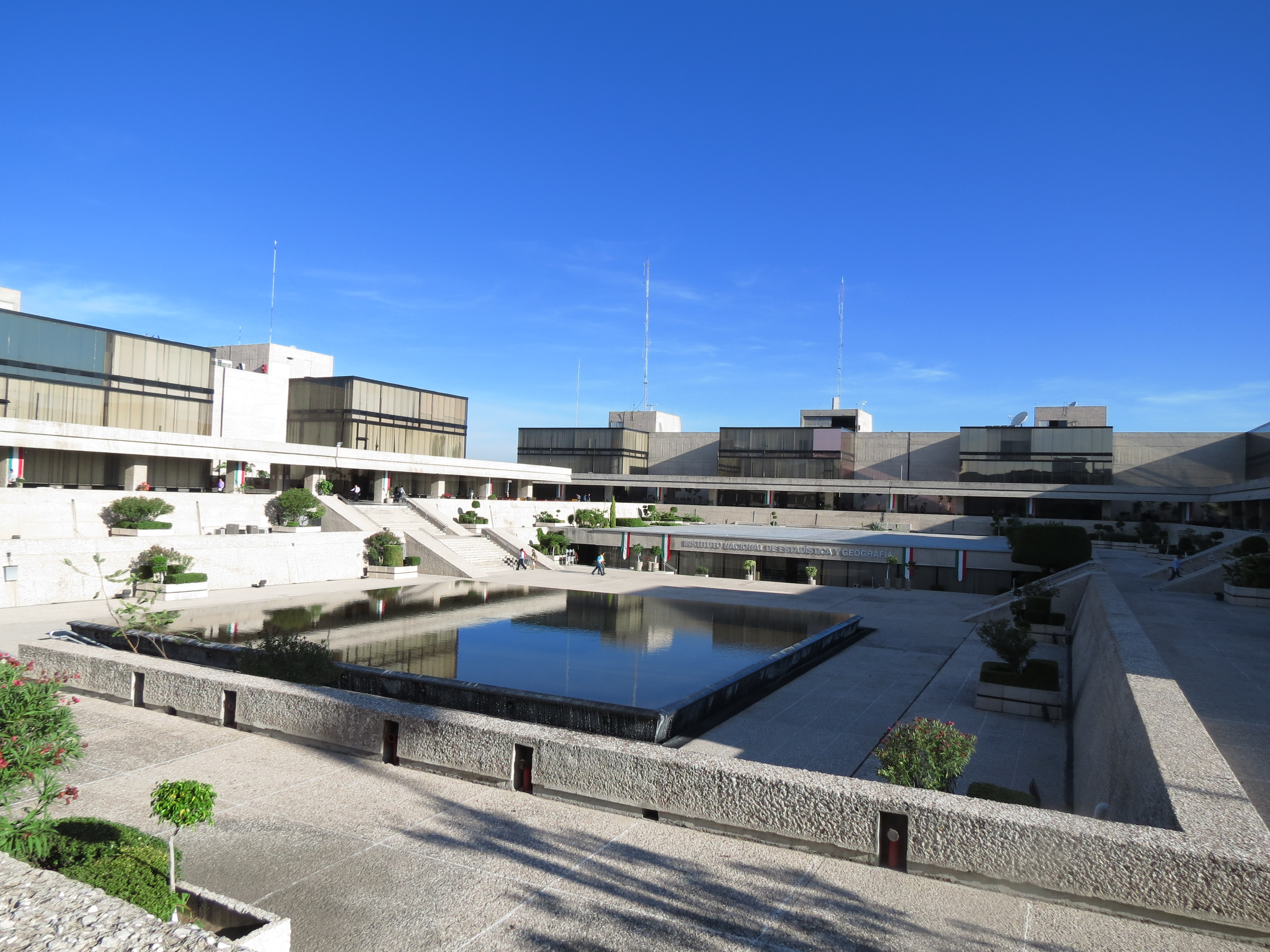
Interior
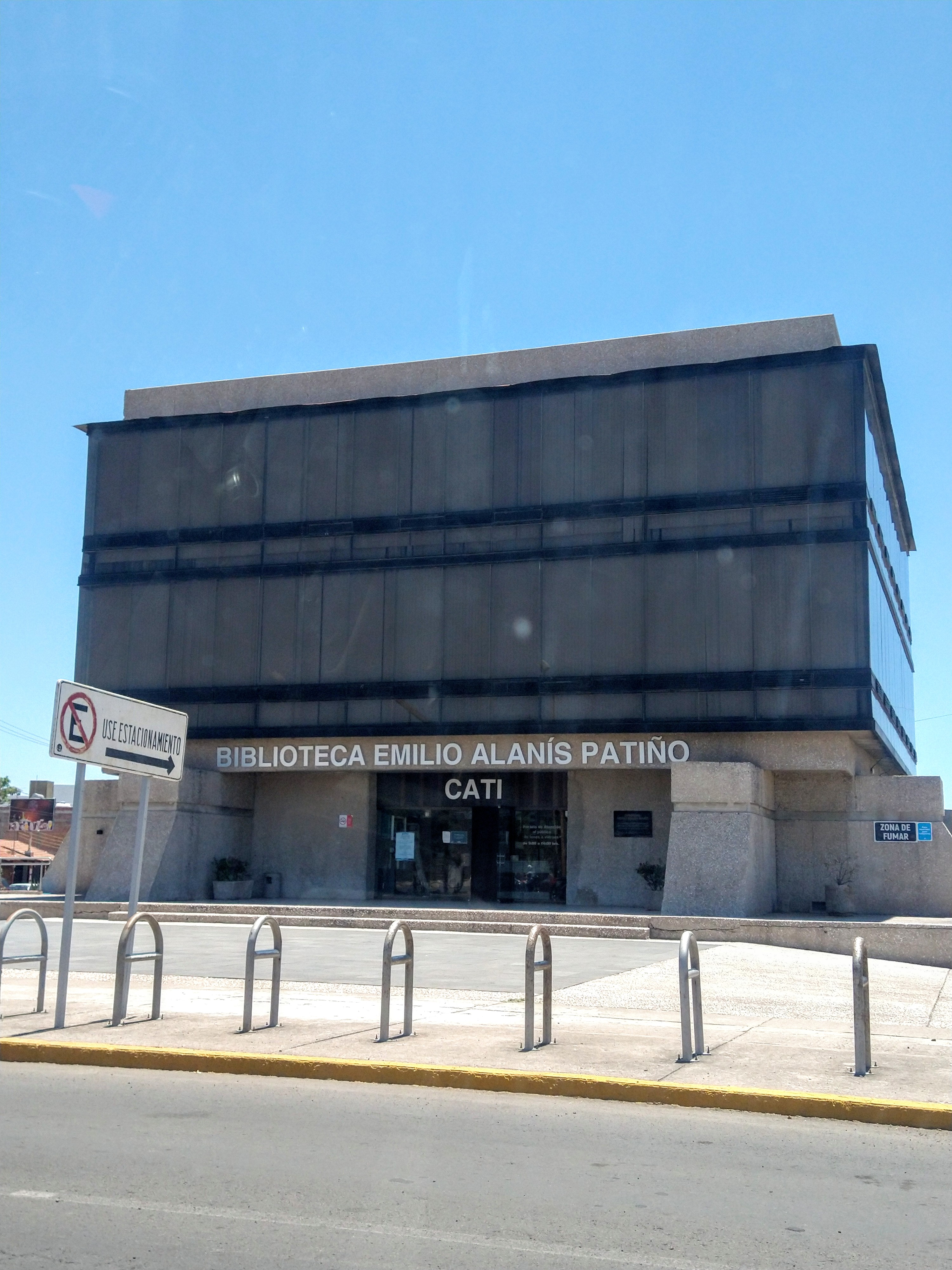
Biblioteca

## Lista de sus titulares

### Presidentes del Instituto Nacional de Estadística, Geografía e Informática (1983-2008)
| Presidente               | Periodo                                    | Presidente de México                  |
| ------------------------ | ------------------------------------------ | ------------------------------------- |
| Pedro Aspe Armella       | 25 de enero de 1983-24 de julio de 1985    | Miguel de la Madrid (1982-1988)       |
| Rogelio Montemayor Seguy | 1985-1988                                  | Miguel de la Madrid (1982-1988)       |
| Humberto Molina Medina   | 8 de marzo de 1988-30 de noviembre de 1988 | Miguel de la Madrid (1982-1988)       |
| Carlos Jarque            | 3 de diciembre de 1988-6 de agosto de 1999 | Carlos Salinas de Gortari (1988-1994) |
| Carlos Jarque            | 3 de diciembre de 1988-6 de agosto de 1999 | Ernesto Zedillo (1994-2000)           |
| Antonio Puig Escudero    | 6 de agosto de 1999-20 de abril de 2001    |                                       |
| Antonio Puig Escudero    | 6 de agosto de 1999-20 de abril de 2001    | Vicente Fox (2000-2006)               |
| Gilberto Calvillo Vives  | 20 de abril de 2001-27 de agosto de 2008   |                                       |
| Gilberto Calvillo Vives  | 20 de abril de 2001-27 de agosto de 2008   | Felipe Calderón (2006-2012)           |

### Junta de Gobierno del Instituto Nacional de Estadística y Geografía (desde 2008)

#### Presidentes
| Presidente                | Periodo                                      | Nominado por                        |
| ------------------------- | -------------------------------------------- | ----------------------------------- |
| Eduardo Sojo Garza-Aldape | 27 de agosto de 2008-31 de diciembre de 2015 | Felipe Calderón (2006-2012)         |
| Eduardo Sojo Garza-Aldape | 27 de agosto de 2008-31 de diciembre de 2015 | Enrique Peña Nieto (2012-2018)      |
| Julio Alfonso Santaella   | 1 de enero de 2016-31 de diciembre de 2021   |                                     |
| Julio Alfonso Santaella   | 1 de enero de 2016-31 de diciembre de 2021   | Andrés Manuel López Obrador (2018-) |
| Graciela Márquez Colín    | Desde el 1 de enero de 2022                  |                                     |

#### Vicepresidentes
| Vicepresidente | Subsistema | Periodo                                        | Nominado por*               |
| --- | --- | ---------------------------------------------- | --------------------------- |
| Mario Rodarte Esquivel | Subsistema Nacional de Información Económica                                                                              | 9 de octubre de 2008-31 de diciembre de 2008   | Felipe Calderón             |
| Mario Palma Rojo | Subsistema Nacional de Información de Gobierno, Seguridad Pública e Impartición de Justicia                               | 9 de octubre de 2008-31 de diciembre de 2018   | Felipe Calderón             |
| José Antonio Mejía Guerra | Subsistema Nacional de Información Geográfica y del Medio Ambiente                                                        | 9 de octubre de 2008-31 de diciembre de 2012   | Felipe Calderón             |
| Enrique de Alba Guerra | Subsistema Nacional de Información Demográfica y Social                                                                   | 9 de octubre de 2008 - 31 de diciembre de 2022 | Felipe Calderón             |
| Rocío Ruiz Chávez | Subsistema Nacional de Información Económica                                                                              | 1 de enero de 2009-22 de enero de 2013         | Felipe Calderón             |
| Félix Vélez Fernández Varela | Subsistema Nacional de Información Económica                                                                              | 20 de marzo de 2013-31 de diciembre de 2016    | Enrique Peña Nieto          |
| Rolando Ocampo Alcántar | Subsistema Nacional de Información Geográfica y del Medio Ambiente (2013-2017) Subsistema de Información Económica (2017) | 20 de marzo de 2013-13 de diciembre de 2017    | Enrique Peña Nieto          |
| Paloma Merodio Gómez | Subsistema Nacional de Información Geográfica, Medio Ambiente y Ordenamiento Territorial y Urbano                         | Desde el 6 de abril de 2017                    | Enrique Peña Nieto          |
| Enrique Jesús Ordaz López | Subsistema Nacional de Información Económica                                                                              | 15 de enero de 2019-31 de diciembre de 2020    | Andrés Manuel López Obrador |
| Adrián Franco Barrios | Subsistema Nacional de Información de Gobierno, Seguridad Pública e Impartición de Justicia                               | Desde el 15 de enero de 2019                   | Andrés Manuel López Obrador |
| Graciela Márquez Colín | Subsistema Nacional de Información Económica                                                                              | 1 de enero de 2021 - 31 de diciembre de 2021   | Andrés Manuel López Obrador |
| Mauricio Márquez Corona | Subsistema Nacional de Información Económica                                                                              | Desde el 3 de agosto de 2022                   | Andrés Manuel López Obrador |
| *Se refiere al nombramiento realizado por primera ocasión como integrante de la Junta de Gobierno del INEGI, sujeto a ratificación del Senado o la Comisión Permanente. | |                                                |                             |